# The Angel (Bruce Springsteen)
The Angel è una canzone del cantautore statunitense Bruce Springsteen, pubblicata nel 1973 sul suo album di debutto, Greetings from Asbury Park, N.J..

## Storia
The Angel fu una delle prime canzoni composte da Springsteen per essere fatte ascoltare a Mike Appel e Jim Cretecos, i suoi futuri manager. Il cantautore, che aveva scritto molte canzoni dopo un provino inconcludente nell'autunno del 1971, li aveva incontrati di nuovo il 14 febbraio del 1972 convincendo i due a spendersi per lanciare la sua carriera. La canzone fu registrata in studio nel giugno del 1972 con David Sancious al pianoforte e con l'aggiunta successiva del contrabbasso di Richard Davis.
Oltre che nell'album di debutto, fu pubblicata come lato B del 45 giri di Blinded by the Light, il primo singolo del cantautore, nel febbraio del 1973, ma poi fu eseguita raramente dal vivo.

## La canzone
Insieme a Mary Queen of Arkansas, The Angel è una delle poche canzoni acustiche rimaste nell'album dopo la sua realizzazione. Inizialmente Springsteen era stato visto prevalentemente come un cantautore acustico, folk, sul modello di Bob Dylan, ma durante la registrazione di Greetings si era imposta la visione del cantante che aveva voluto i suoi vecchi amici del New Jersey come band di accompagnamento in un disco di sapore maggiormente rock. La scaletta iniziale prevedeva una metà di canzoni acustiche e l'altra di canzoni elettriche. Alla fine, quando il presidente della Columbia Records Clive Davis chiese l'aggiunta di una canzone adatta a fungere da traino come singolo, alcuni dei brani acustici furono esclusi per far posto a Blinded by the Light e Spirit in the Night.
Il testo riguarderebbe un solitario motociclista fuorilegge con un riferimento ai membri del gruppo degli Hell's Angels, ma anche al modello dell'avventuriero senza meta reso popolare da film come Il selvaggio e Easy Rider. Centrale è il tema del viaggio senza meta e della fuga alla ricerca del paradiso, come verrà poi sviluppato nell'album Born to Run.

## Discografia
- 1973 – Bruce Springsteen, Greetings from Asbury Park, N.J., LP, Columbia Records KC 31903
- 1973 – Bruce Springsteen, Blinded by the Light / The Angel, 45gg, Columbia Records 4-45805